# 霍爾特-奧姆斯特德彗星
霍爾特-奧姆斯特德彗星（127P/Holt-Olmstead）是太陽系中的一顆週期彗星。
1990年9月14日，美國加州帕洛瑪天文台亨利·E·霍爾特和C·米歇爾·奧爾姆斯特德（C. Michelle Olmstead）發現霍爾特-奧姆斯特德彗星。1996年9月19日，天文學家重新發現該彗星後，得到週期彗星編號。